# Killem
Killem [kilɛm] est une commune de France située dans le département du Nord, en région Hauts-de-France.
La commune a été classée deux fleurs au concours des villes et villages fleuris.

## Étymologie
- En ancien néerlandais, Hem signifie :  la propriété, la terre. Peut-être la terre de Killo ou Chillo.
- En Vieux néerlandais Kill est un hydronyme signifiant ruisseau, watergang, mare, voire marais.
- Kill
- Chilhem (1121), Kilhem (1134), Killehem (1197), Killem (1207).

## Géographie

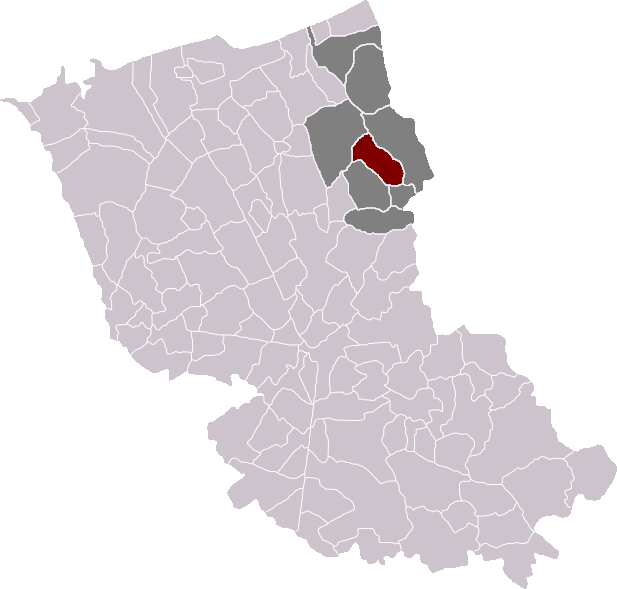
Killem dans son canton et son arrondissement.

### Situation
Située à 19 km de Dunkerque, 60 km de Lille. Killem au sud-ouest d'Hondschoote, sur le ruisseau Killem Becque, au cœur de la Flandre.

### Communes limitrophes
| Warhem   |        | Hondschoote |
|          | Killem |             |
| Rexpoëde |        | Oost-Cappel |

### Hydrographie

#### Réseau hydrographique
La commune est située dans le bassin Artois-Picardie. Elle est drainée par la Becque de Killem, la Becque de killem, la deuxième branche floresbeque, la quatrième branche Floresbeque, la troisième branche Floresbecque et le Tilleul,,.

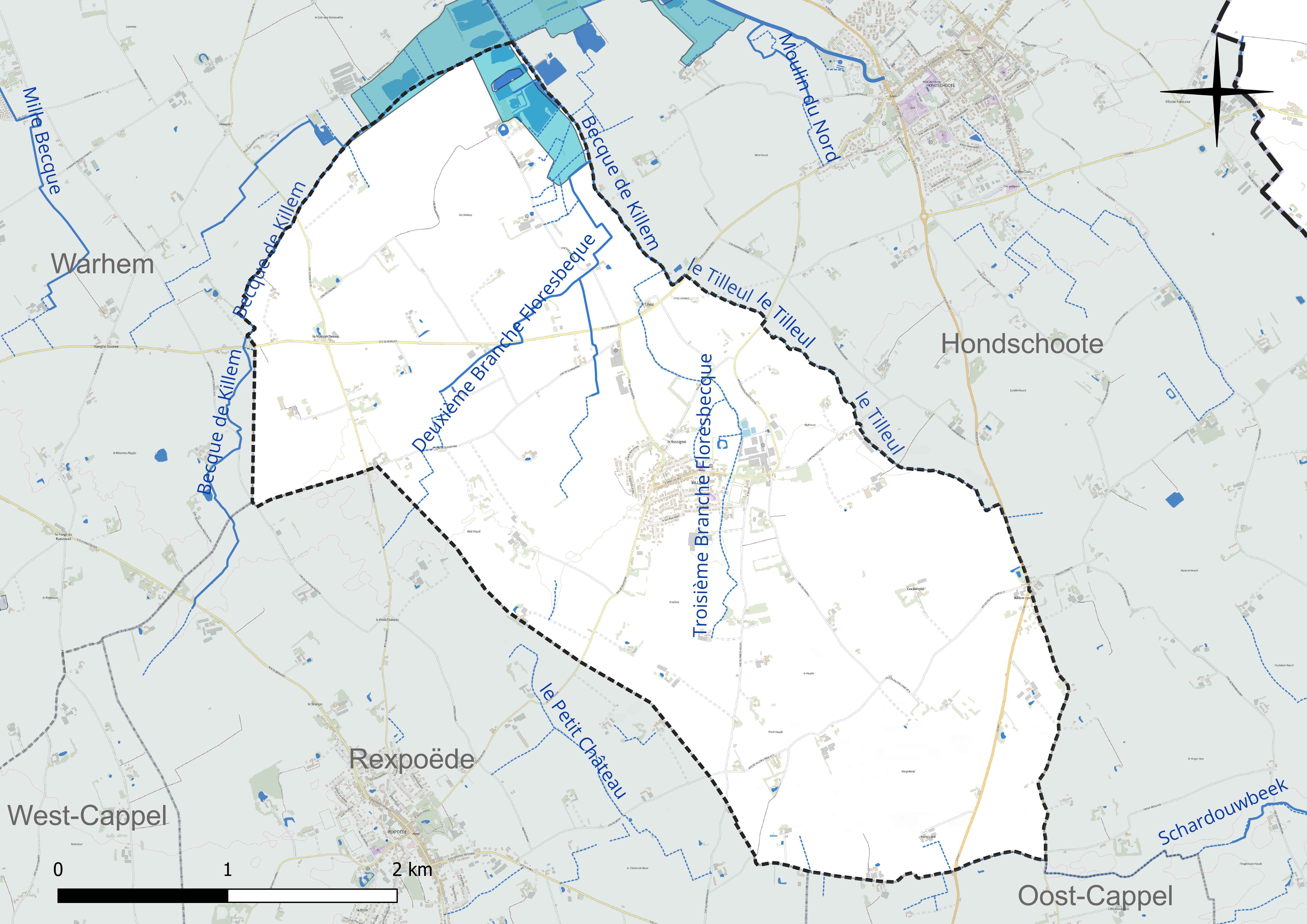
Réseau hydrographique de Killem.

#### Gestion et qualité des eaux
Le territoire communal est couvert par le schéma d'aménagement et de gestion des eaux (SAGE) « Delta de l'Aa ». Ce document de planification concerne un territoire de 1 208 km2 de superficie, délimité par le bassin versant de l'Aa. Le périmètre a été arrêté le 18 août 2000 et le SAGE proprement dit a été approuvé le 15 mars 2010. La structure porteuse de l'élaboration et de la mise en œuvre est l'Institution intercommunale des Wateringues. 
La qualité des cours d'eau peut être consultée sur un site spécial géré par les agences de l'eau et l'Agence française pour la biodiversité. 

### Climat
Pour des articles plus généraux, voir Climat des Hauts-de-France et Climat du Nord.
En 2010, le climat de la commune est de type climat océanique altéré, selon une étude du CNRS s'appuyant sur une série de données couvrant la période 1971-2000. En 2020, Météo-France publie une typologie des climats de la France métropolitaine dans laquelle la commune est exposée à un climat océanique et est dans la région climatique  Côtes de la Manche orientale, caractérisée par un faible ensoleillement (1 550 h/an) ; forte humidité de l'air (plus de 20 h/jour avec humidité relative > 80 % en hiver), vents forts fréquents. 
Pour la période 1971-2000, la température annuelle moyenne est de 10,5 °C, avec une amplitude thermique annuelle de 14 °C. Le cumul annuel moyen de précipitations est de 706 mm, avec 12,9 jours de précipitations en janvier et 8 jours en juillet. Pour la période 1991-2020, la température moyenne annuelle observée sur la station météorologique la plus proche, située sur la commune de Dunkerque à 16 km à vol d'oiseau, est de 11,7 °C et le cumul annuel moyen de précipitations est de 690,8 mm,. Pour l'avenir, les paramètres climatiques de la commune estimés pour 2050 selon différents scénarios d'émission de gaz à effet de serre sont consultables sur un site spécial publié par Météo-France en novembre 2022.

## Urbanisme

### Typologie
Au 1er janvier 2024, Killem est catégorisée bourg rural, selon la nouvelle grille communale de densité à sept niveaux définie par l'Insee en 2022.
Elle est située hors unité urbaine. Par ailleurs la commune fait partie de l'aire d'attraction de Dunkerque, dont elle est une commune de la couronne,. Cette aire, qui regroupe 66 communes, est catégorisée dans les aires de 200 000 à moins de 700 000 habitants,.

### Occupation des sols
L'occupation des sols de la commune, telle qu'elle ressort de la base de données européenne d'occupation biophysique des sols Corine Land Cover (CLC), est marquée par l'importance des territoires agricoles (94,6 % en 2018), en diminution par rapport à 1990 (97,4 %). La répartition détaillée en 2018 est la suivante : 
terres arables (94,6 %), zones urbanisées (4,2 %), zones humides intérieures (1,2 %). L'évolution de l'occupation des sols de la commune et de ses infrastructures peut être observée sur les différentes représentations cartographiques du territoire : la carte de Cassini (XVIIIe siècle), la carte d'état-major (1820-1866) et les cartes ou photos aériennes de l'IGN pour la période actuelle (1950 à aujourd'hui).

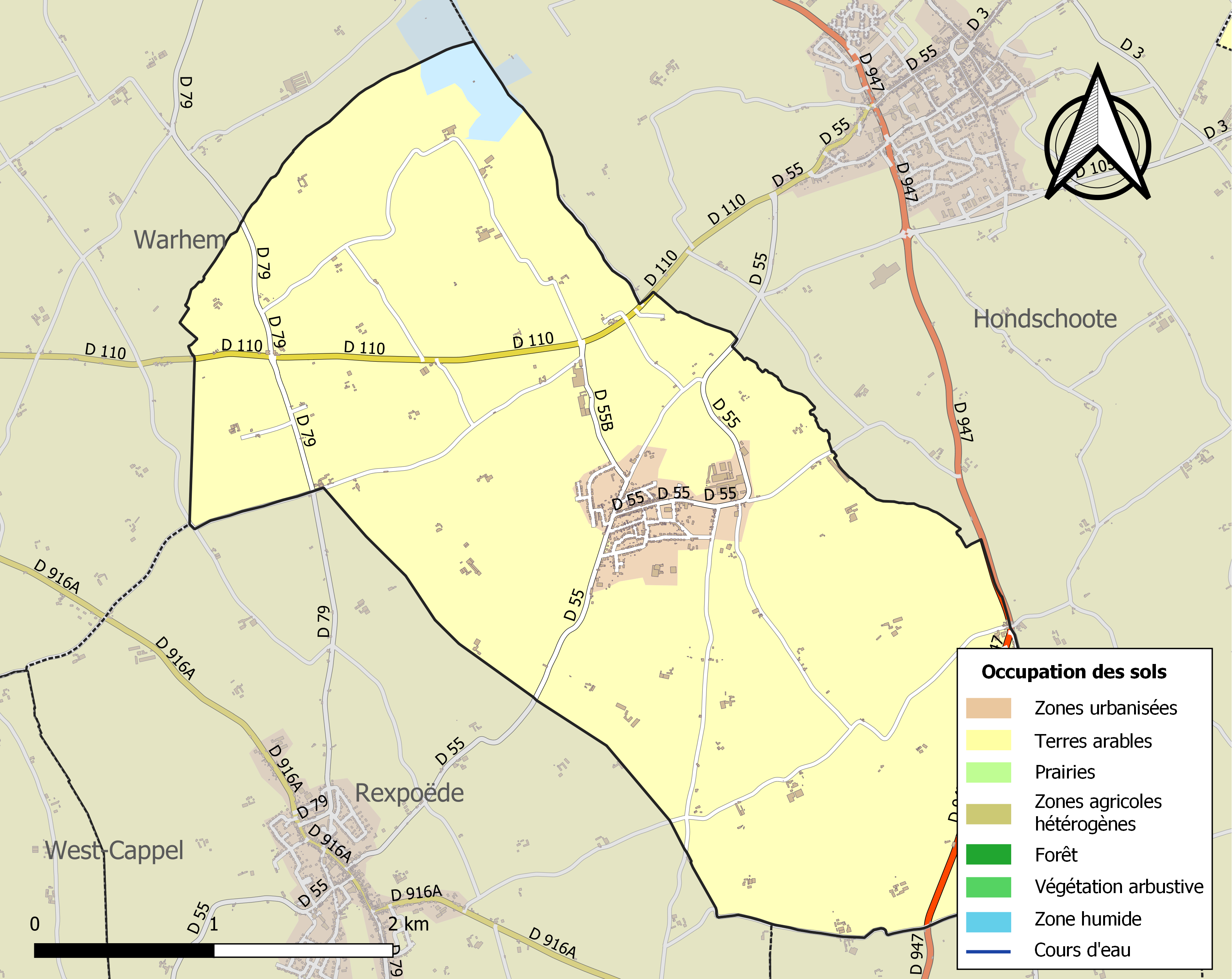
Carte des infrastructures et de l'occupation des sols de la commune en 2018 (CLC).

## Histoire
Avant 1789, Killem dépendait de la châtellenie de Bergues.
Du point de vue religieux, la commune était située dans le diocèse de Thérouanne puis dans le diocèse d'Ypres, doyenné de Bergues.
Au moment de la Révolution française, dans le diocèse d'Ypres, le curé de Killem , Jean-Baptiste Dousinelle, est un des 5 prêtres, (prêtres d'Uxem, Killem,  Quaëdypre, Socx, Rubrouck) sur 67 à accepter de prêter  le serment de fidélité à la Révolution (constitution civile du clergé).
En août septembre 1793, comme les villages environnants, Killem se retrouva au coeur de l'affrontement entre la France et les troupes alliées coalisées contre elles. L'ennemi entreprend le siège de Dunkerque fin août 1793 et dispose des troupes dans les villages proches d'Hondschoote pour surveiller et empêcher toute offensive française. Occupée par les troupes ennemies Killem sera le 7 septembre le théâtre d'un violent combat entre français et ennemis, prélude à la Bataille de Hondschoote le 8 septembre 1793, remportée par la France ce qui amènera le départ des troupes coalisées de la région.
En 1895, avant le développement de l'automobile, et à l'époque des petits trains dans les campagnes, une voie ferrée dite des Flandres relie Bergues à Hondschoote via Warhem, Rexpoëde, Killem. Trois trains circulent par jour dans les deux sens, le trajet dure 45 minutes.
La mise en place des lois Jules Ferry de 1881-1882 (enseignement public, laïc, gratuit, et en français),  ne va pas toujours sans difficultés dans la Flandre maritime, où la langue d'usage est le flamand, où la foi catholique est profondément ancrée et où la population montre parfois une certaine compréhension à la résistance de l'église qui jusque là dispensait de manière très majoritaire l'enseignement. L'affrontement prend parfois des formes détournées : à Killem, le 10 janvier 1901, un conflit ouvert éclate entre l'instituteur et le curé qui persiste à faire le catéchisme en flamand.
Pendant la Première Guerre mondiale, Killem est une des communes à faire partie du commandement d'étapes installé à Rexpoëde, c'est-à-dire un élément de l'armée organisant le stationnement de troupes, comprenant souvent des chevaux, pendant un temps plus ou moins long, sur les communes dépendant du commandement, en arrière du front. Depuis 1916, la commune dépendait également du commandement d'étapes situé à Hondschoote.
Le 22 août 1917, vers 21h30, des avions ennemis ont lancé des bombes sur la commune. Trois sont tombées sur une ferme, des éclats ont blessé légèrement trois soldats d'un régiment d'infanterie qui y cantonnaient. Une autre lancée sur une ferme voisine est arrivée dans les champs sans causer de dommages. Une dernière bombe est arrivée à proximité d'une troisième ferme a provoqué quelques bris de vitre sans blesser personne.
Le 26 septembre 1917, un aviateur anglais, venant de Belgique, a atterri à 9h20 à Killem, victime d'une panne. Il est reparti à 111 heures par ses propres moyens.

## Héraldique
|  | Les armes de Killem se blasonnent ainsi : D'argent au lion de sable, lampassé de gueules. |

## Politique et administration
Maire en 1802-1803 : Michel Beyaert.
Maire en 1807 : Laucksweert.
Maire en 1854 : Mr Debreeuw.
Maire en 1883 et de 1887 à 1890  : Mr Debreeuw.
Maire de 1891 à 1903 : René Schipman.
Maire de 1903 à 1914 : Ch. Dannoot.
Maire de 1922 à 1935 : René Claeyman.
Maire de 1935 à 1939 : Alexis Fossaert.
Maire de 1951 à 1965 : M. Schipman.

Maire de 1965 à 1978 au moins : E. Fossaert.
| Période                                  | Période       | Identité               | Étiquette | Qualité |
| ---------------------------------------- | ------------- | ---------------------- | --------- | ------- |
| mars 2001                                | décembre 2012 | Jean-Pierre Honoré     |           |         |
| janvier 2013                             | en cours      | Jean-Luc Vanbaelinghem |           |         |
| Les données manquantes sont à compléter. |               |                        |           |         |

## Population et société

### Démographie

#### Évolution démographique
L'évolution du nombre d'habitants est connue à travers les recensements de la population effectués dans la commune depuis 1793. Pour les communes de moins de 10 000 habitants, une enquête de recensement portant sur toute la population est réalisée tous les cinq ans, les populations de référence des années intermédiaires étant quant à elles estimées par interpolation ou extrapolation. Pour la commune, le premier recensement exhaustif entrant dans le cadre du nouveau dispositif a été réalisé en 2008.

En 2022, la commune comptait 1 172 habitants, en évolution de +8,12 % par rapport à 2016 (Nord : +0,51 %, France hors Mayotte : +2,11 %).
| 1793  | 1800  | 1806  | 1821  | 1831  | 1836  | 1841  | 1846  | 1851  |
| ----- | ----- | ----- | ----- | ----- | ----- | ----- | ----- | ----- |
| 1 170 | 1 308 | 1 457 | 1 394 | 1 383 | 1 377 | 1 373 | 1 348 | 1 271 |

| 1856  | 1861  | 1866  | 1872  | 1876  | 1881  | 1886  | 1891  | 1896  |
| ----- | ----- | ----- | ----- | ----- | ----- | ----- | ----- | ----- |
| 1 215 | 1 154 | 1 136 | 1 152 | 1 157 | 1 185 | 1 150 | 1 116 | 1 091 |

| 1901  | 1906  | 1911  | 1921 | 1926 | 1931 | 1936 | 1946 | 1954 |
| ----- | ----- | ----- | ---- | ---- | ---- | ---- | ---- | ---- |
| 1 086 | 1 039 | 1 040 | 940  | 868  | 874  | 867  | 967  | 866  |

| 1962 | 1968 | 1975 | 1982 | 1990 | 1999 | 2006 | 2008 | 2013  |
| ---- | ---- | ---- | ---- | ---- | ---- | ---- | ---- | ----- |
| 909  | 823  | 820  | 849  | 976  | 989  | 968  | 962  | 1 012 |

| 2018  | 2022  | - | - | - | - | - | - | - |
| ----- | ----- | - | - | - | - | - | - | - |
| 1 148 | 1 172 | - | - | - | - | - | - | - |

#### Pyramide des âges
La population de la commune est relativement jeune.
En 2018, le taux de personnes d'un âge inférieur à 30 ans s'élève à 40,2 %, soit au-dessus de la moyenne départementale (39,5 %). À l'inverse, le taux de personnes d'âge supérieur à 60 ans est de 20,3 % la même année, alors qu'il est de 22,5 % au niveau départemental.
En 2018, la commune comptait 567 hommes pour 581 femmes, soit un taux de 50,61 % de femmes, légèrement inférieur au taux départemental (51,77 %).
Les pyramides des âges de la commune et du département s'établissent comme suit.
| Hommes | Classe d’âge | Femmes |
| ------ | ------------ | ------ |
| 0,0    | 90 ou +      | 1,0    |
| 4,6    | 75-89 ans    | 5,9    |
| 13,6   | 60-74 ans    | 15,7   |
| 19,0   | 45-59 ans    | 18,1   |
| 21,9   | 30-44 ans    | 19,8   |
| 16,9   | 15-29 ans    | 15,0   |
| 24,0   | 0-14 ans     | 24,6   |

| Hommes | Classe d’âge | Femmes |
| ------ | ------------ | ------ |
| 0,5    | 90 ou +      | 1,4    |
| 5,3    | 75-89 ans    | 8,1    |
| 14,8   | 60-74 ans    | 16,2   |
| 19,1   | 45-59 ans    | 18,4   |
| 19,5   | 30-44 ans    | 18,7   |
| 20,7   | 15-29 ans    | 19,1   |
| 20,2   | 0-14 ans     | 18     |

## Lieux et monuments

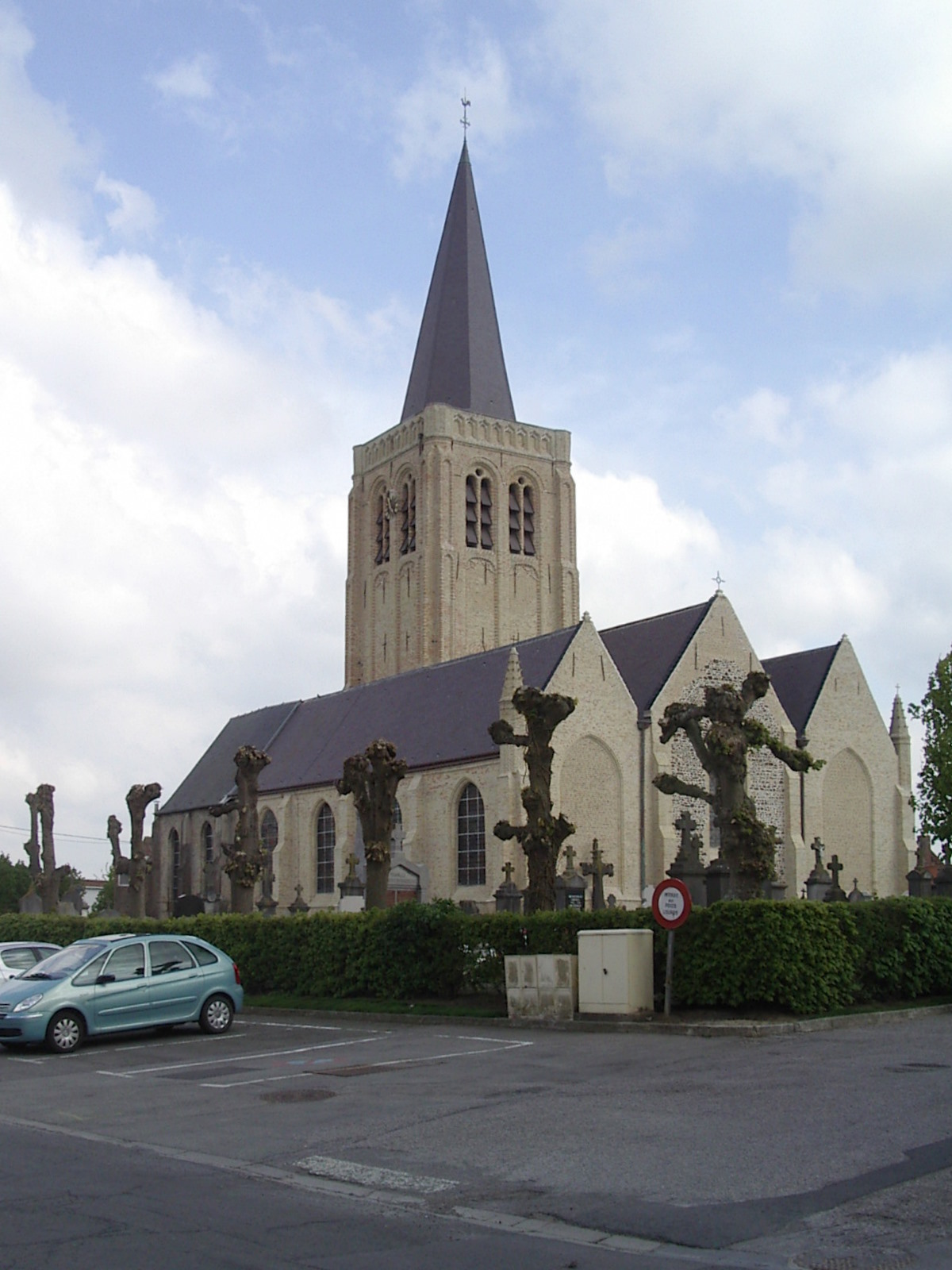
Église de Killem

- Église romane du XIe siècle, construite en grès ferrugineux des monts de Flandres (remarquable par sa couleur rouge). Elle fut détruite lors de la guerre des Gueux (comme l'église de Bambecque) entre 1560 et 1570. Reconstruite entre le XVIe siècle et XVIIe siècle sur le plan d'une hallekerque, église halle à 3 nefs, comme toutes les églises de Flandre Maritime.

## Pour approfondir